# Emesis brimo
Emesis brimo is een vlindersoort uit de familie van de prachtvlinders (Riodinidae), onderfamilie Riodininae.
Emesis brimo werd in 1889 beschreven door Godman & Salvin.